# Manuel Reuter

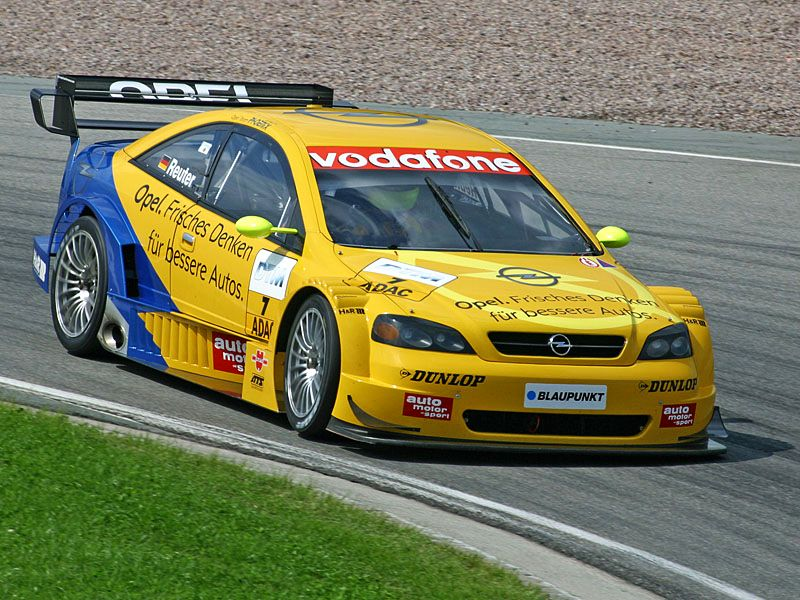
Manuel Reuter w sezonie 2002 (DTM)

Manuel Reuter (ur. 6 grudnia 1961 w Moguncji) – niemiecki kierowca wyścigowy i komentator telewizyjny.
Prawie całą swoją karierę spędził w niemieckiej serii samochodów turystycznych DTM, w której debiutował w 1985 roku jako kierowca Forda. Już dwa lata później miał ogromną szansę na tytuł mistrzowski, lecz awaria opony w ostatnim wyścigu sezonu spowodowała, że przegrał walkę z Erickiem van de Poele o zaledwie trzy punkty.
Od 1988 roku startował także w wyścigach prototypów sportowych. W 1989 roku zanotował pierwszy poważny sukces w swojej karierze, zwyciężając wraz z Jochenem Massem i Stanleyem Dickensem w 24-godzinnym wyścigu w Le Mans w barwach Mercedesa, wystawionego przez późniejszego szefa ekipy Formuły 1, Petera Saubera.
W 1992 roku przeszedł do koncernu Opla, którego barwy reprezentował już do końca kariery w DTM. 
Najlepszym sezonem w jego wykonaniu był 1996, gdy po raz drugi triumfował w 24-godzinnym wyścigu w Le Mans (tym razem w barwach Porsche; partnerami byli Alexander Wurz oraz Davy Jones). Ponadto zdobył wreszcie upragniony tytuł mistrzowski DTM, w ostatnim sezonie przed czteroletnią absencją cyklu. Odniósł wówczas trzy zwycięstwa, a dziewięć razy stawał na podium.
Po reaktywacji DTM zajął jeszcze drugie miejsce w klasyfikacji generalnej w 2000 roku, lecz w kolejnych sezonach notował coraz słabsze wyniki. W 2003 roku odniósł ostatni sukces w swojej karierze, zwyciężając w 24-godzinnym wyścigu na torze Nürburgring.
Zakończył czynną karierę po sezonie 2005. Ogółem wziął udział w 197 wyścigach DTM, z których 10 wygrał.
W 2007 roku zastąpił Klausa Ludwiga jako komentator wyścigów DTM w stacji telewizyjnej ARD.